# Gerardo Marchioro
Gerardo Marchioro (Castelnovo, 25 gennaio 1850 – Arre, 22 settembre 1922) è stato un architetto italiano.

## Biografia
Gerardo Marchioro nacque a Castelnovo di Isola Vicentina il 25 gennaio 1850, figlio di Domenico e di Maddalena Gudese.
Nella documentazione esistente risulta che nel 1871 era impegnato come scalpellino a Gambugliano, mestiere probabilmente anche del padre, per la costruzione della chiesa parrocchiale, iniziata nel 1867 su progetto dell’architetto Vittorio Barichella e sotto la direzione del capomastro Giuseppe Sottoriva, forse primi insegnanti del Marchioro.
Con il passare del tempo il Marchioro, da esecutore di disegni eseguiti da altri, si trasformò in studioso autodidatta di architettura, come testimoniano i manuali e gli album per l’apprendimento delle tecniche presenti nella sua biblioteca.
Il 28 gennaio 1877 Marchioro convolò a nozze con Elisabetta Rizzi, sorella del parroco di Povolaro, che gli diede sei figli: Giulio, Domenico, Silvia, Maddalena, Adele e Olimpia. I primi due risultano nei registri comunali come “tagliapietra” e lavorarono fin da giovani con il padre, mentre Maddalena prese i voti e Adele emigrò in Francia.
Nel 1903 i suoi studi, uniti alla sua esperienza come capomastro, portarono al riconoscimento della qualifica di “progettista costruttore”, autorizzata con decreto dell’ingegnere civile Antonio Borgo.
Nonostante la qualifica, più volte i disegni del Marchioro ebbero bisogno di un visto di approvazione di altri professionisti come garanzia della loro fattibilità e della loro sicurezza. Va detto, però, che tali verifiche ebbero sempre esito positivo, con complimenti ed elogi per la perizia dimostrata.

I suoi progetti suscitarono ammirazione ma anche invidie come quella dell’architetto Luigi Toniato di Vicenza, visto che il suo lavoro fu accantonato in favore di quello del Marchioro per la costruzione della chiesa parrocchiale di Nanto. Successe pure che fu imitato nella facciata della chiesa parrocchiale di Veggiano.
Marchioro brevettò anche una specie di macchina per la costruzione dei soffitti delle chiese, fase di lavoro in cui era un esperto.
Nel 1915 la moglie Elisabetta morì. A quel tempo il primogenito Giulio, trentasettenne, aveva già cinque figli.
Nonostante il successo e la popolarità raggiunta, Marchioro rimase una persona modesta e buona di carattere, come dimostrano alcuni componimenti scritti per l’inaugurazione delle chiese.

Egli era più interessato al risultato che al guadagno, tanto da proporre soluzioni più economiche, ma gradevoli dal punto di vista estetico, in modo da risparmiare sulle spese, compreso il suo compenso. Probabilmente fu anche questo uno dei motivi che portarono parroci e fabbricerie a preferire Marchioro a colleghi più noti.
Altra ragione del successo di Marchioro è quella legata dalle direttive della Curia di Vicenza, guidata dal Vescovo Ferdinando Rodolfi, che sosteneva come le parrocchie dovesse essere il punto di riferimento di ogni comunità e il simbolo che rappresentava ogni paese.

A quei tempi ci furono vari luoghi di culto ampliati o costruiti ex novo per l’aumento della popolazione e Marchioro fece in modo che nelle chiese da lui progettate ci fosse sempre il contributo materiale gratuito dei parrocchiani, tanto che ne teneva conto nei preventivi di spesa. 
Non mancava poi il fatto che la manodopera veniva reclutata direttamente sul posto, cosa che permetteva di avere un’occupazione per alcune persone, nonché il reperimento di materiali in loco, magari sfruttando quelli dell’edificio sacro precedente oppure in cave e greti non lontani dal cantiere.

I marmi, invece, venivano forniti direttamente da Marchioro, che a Castelnovo aveva un deposito dove lavoravano quattro-cinque operai sul materiale proveniente in gran parte da Costozza e poi inviato dove ce n’era bisogno.
Di Castelnovo erano anche i pittori Felice e Adolfo Lovato, che spesso decorarono le chiese progettate dal loro concittadino.
Marchioro morì il 22 settembre 1922, intorno alle ore 11:15, a Arre, nel padovano, precipitando da un’impalcatura della chiesa parrocchiale in costruzione. Qualcuno sparse la voce che la causa fosse l’epilessia di cui si dice soffrisse, cosa non documentata e su cui si dubita, vista l’abitudine a lavorare a determinate altezze. Qualcuno parlò anche di omicidio, ma questo è infondato.

La salma fu tumulata il successivo 24 settembre nel cimitero di Arre. 
A Gerardo Marchioro è stata dedicata una via nel suo paese natale.

## Opere

### Architetture

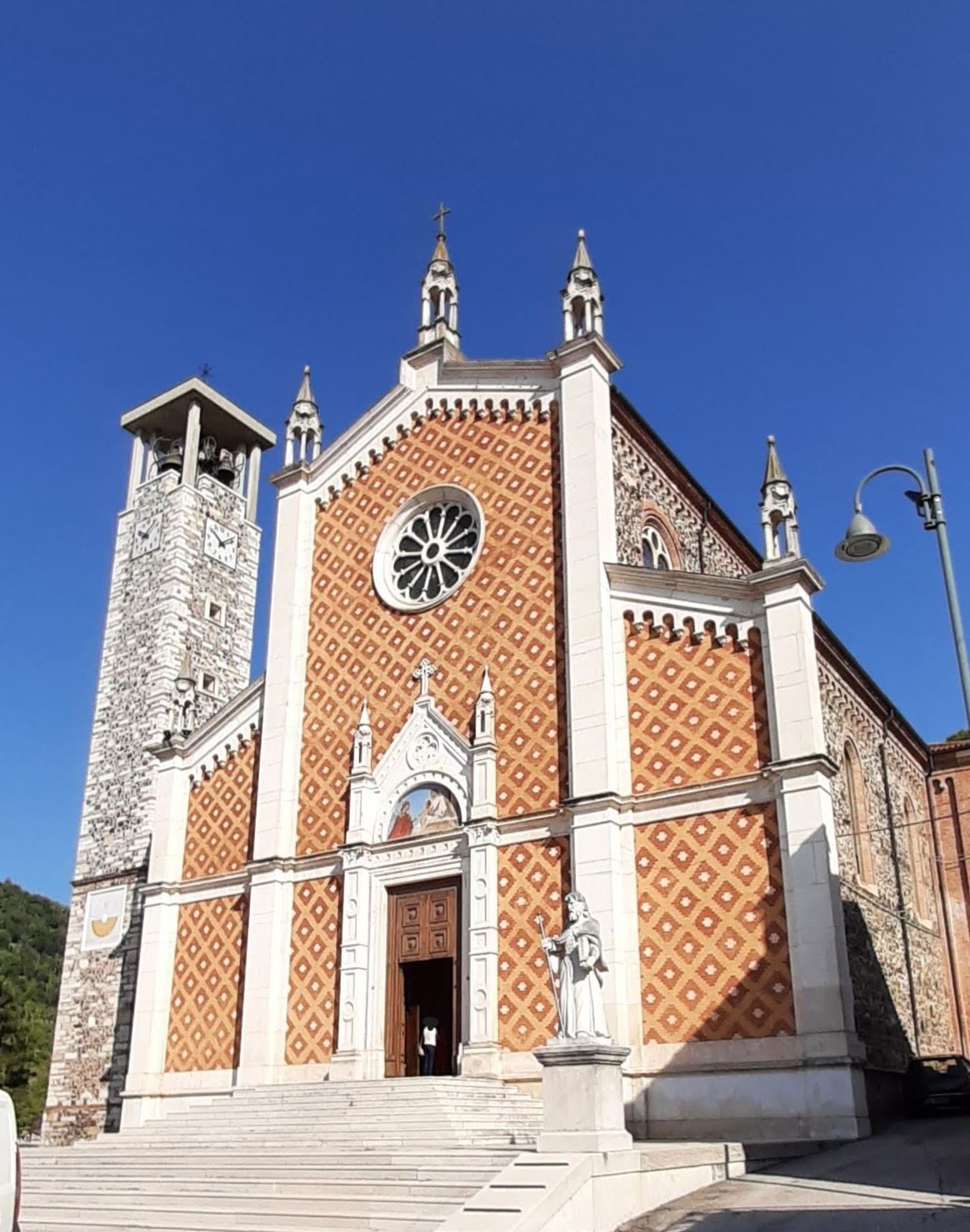
Chiesa di Santa Caterina in Villa in San Giovanni Ilarione (VR), progettata dal Marchioro.

- Chiesa dei Santi Vito, Modesto e Crescenzia in Gambugliano (VI) – Lavoro come scalpellino (1869-1874) e campanile (1919)[8].
- Duomo di Santa Maria e San Vitale in Montecchio Maggiore (VI) – Guida i lavori per concludere il cantiere della chiesa, mentre è certamente sua la soluzione con cui viene concluso il soffitto, come da progetti presenti nell’archivio Marchioro (1887-1892)[9]
- Chiesa di San Pietro in Campiglia dei Berici (VI) – Progetto dell’edificio sacro (1893), del tabernacolo in marmo di Carrara, dell’altare di Sant'Antonio di Padova (1909) e dell’altare maggiore (1909)[10].
- Chiesa di San Vitale in Castelnovo di Isola Vicentina (VI) – Progetto dell’edificio sacro (1895-1912)[11].
- Chiesa di Santa Maria Annunziata in Nanto (VI) – Progetto della chiesa (1895-1900), primo altare a destra nella navata (1916) e campanile (1916)[12].
- Chiesa di San Pietro Apostolo in Isola Vicentina (VI) – Progetto della chiesa (1898-1914, anche se il soffitto, forse su progetto del Marchioro, sarà eseguito dal figlio Domenico nel 1923[13].
- Chiesa del Sacro Cuore di Gesù in Belvedere di Tezze sul Brenta (VI) – Progetto della chiesa (1898-1904)[14].
- Chiesa di San Bartolomeo in Rettorgole di Caldogno (VI) – Possibile attribuzione dell’ampliamento e della facciata (1898)[15].
- Chiesa del Santissimo Salvatore in Bosco di Nanto (VI) – Possibile attribuzione dell’edificio (1900-1907)[16].
- Chiesa dei Santi Pietro e Paolo in Castelgomberto (VI) – Progetto della chiesa (1900-1915)[17].
- Chiesa di San Giovanni Battista in Lugo di Vicenza (VI) – Progetto della chiesa (1901-1926)[18].
- Chiesa di Santa Caterina in Villa in San Giovanni Ilarione (VR) – Progetto della chiesa (1901-1909)[19].
- Chiesa di Sant’Urbano in Cresole di Valdogno (VI) – Ampliamento della chiesa (1906-1907)[20].
- Chiesa di San Lorenzo in San Pietro in Gu (PD) – Progetto dell’edificio (1904-1937)[21].
- Chiesa di San Bartolomeo in Presina di Piazzola sul Brenta (PD) – Progetto della chiesa (1905-1923), seppur modificato dagli architetti Luigi Toniato e Chemello[22].
- Chiesa di San Giovanni Battista in Locara di San Bonifacio (VR) – Progetto della chiesa (1906), terminato postumo nel 1926, e altare maggiore (1914)[23].
- Chiesa di San Tommaso in San Tomio di Malo (VI) – Altare maggiore (1907-1909)[24].
- Chiesa di Santa Maria Annunciata in Selva di Montebello Vicentino (VI) – Campanile (1907-1910)[25].
- Chiesa di San Sebastiano in Povolaro di Dueville (VI) – Ampliamento dell’edificio (1909-1910)[26].
- Chiesa di Santa Maria Assunta in Arre (PD) – Progetto dell’edificio (1909-1938), con modifiche successive[27].
- Chiesa di San Giorgio Martire in Costabissara (VI) – Progetto dell’edificio (1910-1920)[28].
- Chiesa di San Giovanni Battista in Agna (PD) – Campanile (1912)[29].
- Chiesa di San Pietro in Lovara di Trissino (VI) – Progetto dell’edificio (1914-1924)[30].
- Chiesa di San Rocco in Valbona di Lozzo Atestino (PD) – Progetto dell’edificio (1914-1926)[31].
- Chiesa di San Giorgio in Tremignon di Piazzola del Brenta (PD) – Progetto per l’ampliamento dell’edificio (possibile attribuzione; 1914-1935)[32].
- Chiesa di Sant’Andrea Apostolo in Veggiano (PD) – Altare maggiore, progetto eseguito dal figlio Giulio (1914)[5].
- Chiesa di San Giovanni Battista in Carbonara di Rovolon (PD) – Soffitti dell’abside, del presbiterio e dell’aula; costruzione, all’esterno, di quattro cappelle (1916)[33].
- Cappella privata di Santa Maria Ausiliatrice in Gambellara (VI) – Progetto dell’edificio (iniziata dopo il 1918-benedetta nel 1924)[34].
- Chiesa di San Leonardo in Vestenanova (VR) – Campanile (1919-1948; incompiuto)[35].
- Chiesetta di Madonna delle Grazie in Costabissara (VI) – Progetto dell’edificio (1921-1924)[36].